# Academia General del Aire y del Espacio
La Academia General del Aire y del Espacio (AGA) es una academia militar del Ejército del Aire y del Espacio destinada a la formación de los futuros oficiales del Ejército del Aire y del Espacio. Se encuentra ubicada en San Javier, en la Región de Murcia.
Esta institución tiene dependencia operativa del Mando de Personal del Ejército del Aire y del Espacio (MAPER) y dependencia orgánica del Mando Aéreo General (MAGEN).
Alberga a su vez un Centro Universitario de la Defensa adscrito a la Universidad Politécnica de Cartagena.

## Historia

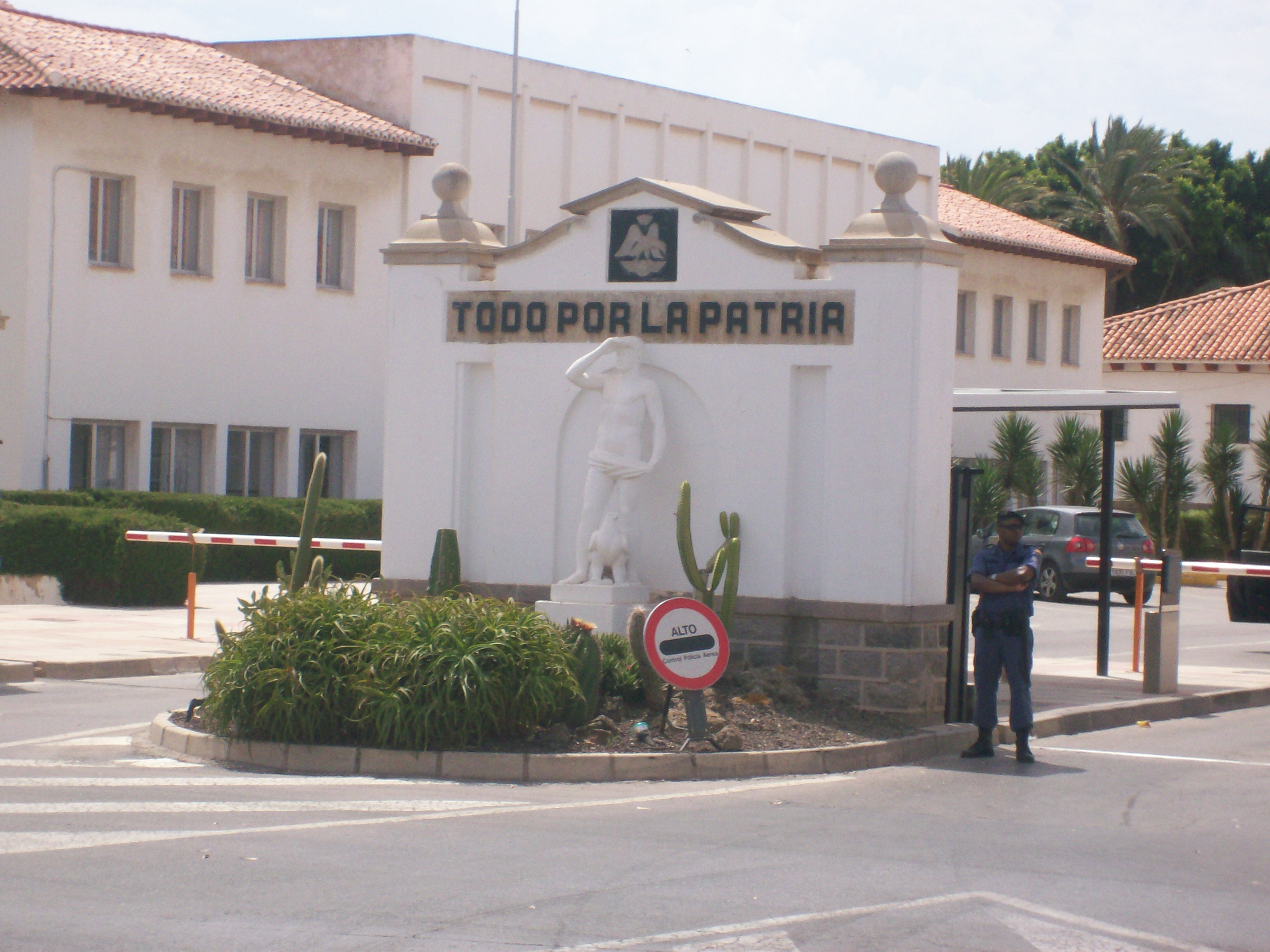
Control de acceso a la Academia General del Aire, situada en la Calle Coronel López Peña de Santiago de la Ribera.

Su origen se remonta a 1927, cuando se comenzó a construir una base aeronaval en Santiago de la Ribera para proteger estratégicamente a la flota establecida en el puerto de Cartagena. Originalmente, estas instalaciones albergaban las escuelas y otras dependencias de la Aeronáutica naval. La mayoría de los edificios de la Academia corresponden a esta época en que pertenecieron a la Marina de Guerra.
Al frente del proyecto estaba el Capitán de Corbeta Rafael Ramos-Izquierdo, quien fue el primer comandante de la base. La construcción de la base llevó varios años: en 1928 se construyeron los primeros hangares, en 1929 los alojamientos para alumnos, la enfermería y la central eléctrica, en 1930 se construyeron los edificios de la jefatura, armería, farmacia y un hangar para dirigibles, y para 1931 se terminaron de construir las cocheras y se decidió el traslado desde el aeródromo de El Prat, que por aquel entonces suplía las funciones que la AGA iba a tener asignadas.
El 8 de agosto de 1939, terminada la guerra civil, se promulgó la ley que creó el Ministerio del Aire, y su primer titular, Juan Yagüe Blanco, fue nombrado por Decreto del día siguiente. Poco después, la ley de 7 de octubre de 1939 creó el Ejército del Aire. Originalmente se decidió situar la sede de la Academia en la hoy desaparecida Base aérea de Alcalá de Henares (Madrid).
En 1943, la base aérea de San Javier se convirtió en sede de la Academia General del Aire, con la función de formar a los futuros oficiales en los aspectos militar, aeronáutico, cultural y físico. La primera promoción comenzó sus estudios en 1945, siendo el primer director el Coronel Antonio Munaiz de Brea y durante 45 años se formaron oficiales del Arma de Aviación, del Cuerpo de Intendencia, y del Cuerpo de Ingenieros Aeronáuticos, además de los Cuerpos facultativos del Ejército del Aire, Jurídico, Intervención, Sanidad Militar, Farmacia... (coloquialmente conocidos como «aspirinos»).
En el Arma de Aviación se formaban los oficiales de la «Escala del Aire» y «Tropas y Servicios», en el resto de Cuerpos se formaban los oficiales de la única escala que existía en cada Cuerpo.
Los oficiales de las entonces escalas «auxiliares» o «especiales» se formaban en otros centros (Escuela de Reus y Escuela de Especialistas en León).
La Ley 17/89, de 19 de julio, Reguladora del Régimen del Personal Militar Profesional, dividió a los Oficiales «de Academia» en dos Escalas, La «Escala Superior de Oficiales» (hoy integrada en la nueva «Escala de Oficiales» a la que se accedía con COU y selectividad y comprendía los empleos de teniente a teniente general (posteriormente se creó el de general del Aire) y en la «Escala Media de Oficiales» (hoy EEO, escala a extinguir de oficiales) a la que se accedía solo con COU sin selectividad y comprendía los empleos de alférez a teniente coronel.
Actualmente conviven dos Escalas, la «Escala de Oficiales» (EO) en la que se integraron obligatoriamente todos los miembros de la «Escala Superior de Oficiales» y posteriormente se integraron los miembros de la «Escala Media de Oficiales» que lo solicitaron tras superar un curso de integración en la Academia General del Aire, y la «Escala a Extinguir de Oficiales» (EEO) en la que los miembros de la «Escala Media de Oficiales» que no han querido integrarse han quedado por ser su escala de origen que ha cambiado su denominación y se ha declarado a extinguir.
Desde 1945, han cursado sus estudios en la misma más de 6000 alumnos. En la actualidad los alumnos, al terminar su formación, alcanzan el empleo militar de teniente, cuando existía la «Escala media de oficiales» los miembros de dicha escala egresaban con el empleo de alférez, el cual ha vuelto a quedar exclusivamente para los alumnos y como empleo inicial de los Reservistas Voluntarios con categoría de oficial. El total de horas de vuelo desarrolladas hasta 2008 fue de más de 750 000.
La AGA es también la sede de la Patrulla Águila, la patrulla o equipo de vuelo acrobático del Ejército del Aire y del Espacio.

## Aeronaves de la academia
- Pilatus PC-21
- CASA C-101 Aviojet
- ENAER T-35 Pillán
- CASA TE-12 Aviocar
- Beechcraft E-24 Bonanza

## Uniformidad

### Prendas de cabeza
La gorra de plato y el gorro de cuartel, recogidos en el Reglamento de Uniformidad, y en sus precedentes.
En el gorro de cuartel se llevan en el frontal las divisas de los correspondientes empleos, 1 gaviota en 1.º, 2 en 2.º y 3 en 3.º en caso de no tener todas las asignaturas aprobadas de la carrera civil y de la militar, lo que impide el ascenso al empleo de alférez alumno, en caso contrario, con todo aprobado, en tercero se asciende al empleo de alférez alumno, y la divisa la conforma una estrella de 6 puntas la que se superpone una gaviota, en 4.º curso la estrella y dos gaviotas, y en 5.º curso la estrella y tres gaviotas.
A partir de su egreso como tenientes, el gorro llevará las divisas correspondientes al empleo militar ya sin gaviotas.
| Gorra de plato hombre | Gorra para mujer | Gorro de cuartel |
| --------------------- | ---------------- | ---------------- |
|                       |                  |                  |

### Rombos del personal destinado en la AGA
El personal militar del Ejército del Aire y del Espacio, mientras se encuentra destinado en la Academia General del Aire, cambia el rombo «general» del Ejército del Aire y del Espacio por el propio y específico de la Academia.

### Rombos y distintivos de curso de alumnos de la AGA
En la solapa de la guerrera, por encima del rombo, se añade una gaviota por cada curso.
Los alumnos de 1.º y 2.º llevan respectivamente una y dos gaviotas, no llevando ninguna divisa de empleo militar por no ostentarlo todavía. Lo mismo ocurre con los de 3.º, que no tienen todas las asignaturas aprobadas.
Los cadetes de 3.º, 4.º y 5.º llevan respectivamente 1, 2 y 3 gaviotas, pero añaden por encima de la bocamanga la estrella de «alférez alumno», siendo igual para todas las prendas en las que se ostente graduación militar.
Los cordones de alumno son de color rojo en los uniformes de diario y trabajo, y de color oro en el uniforme de gala.
|            |           |
| Abanderado | Galonista |

|               |               |
| Cadete de 1.º | Cadete de 2.º |

|                       |                       |                       |
| Alférez alumno de 3.º | Alférez alumno de 4.º | Alférez alumno de 5.º |